# ادغام تورنتو

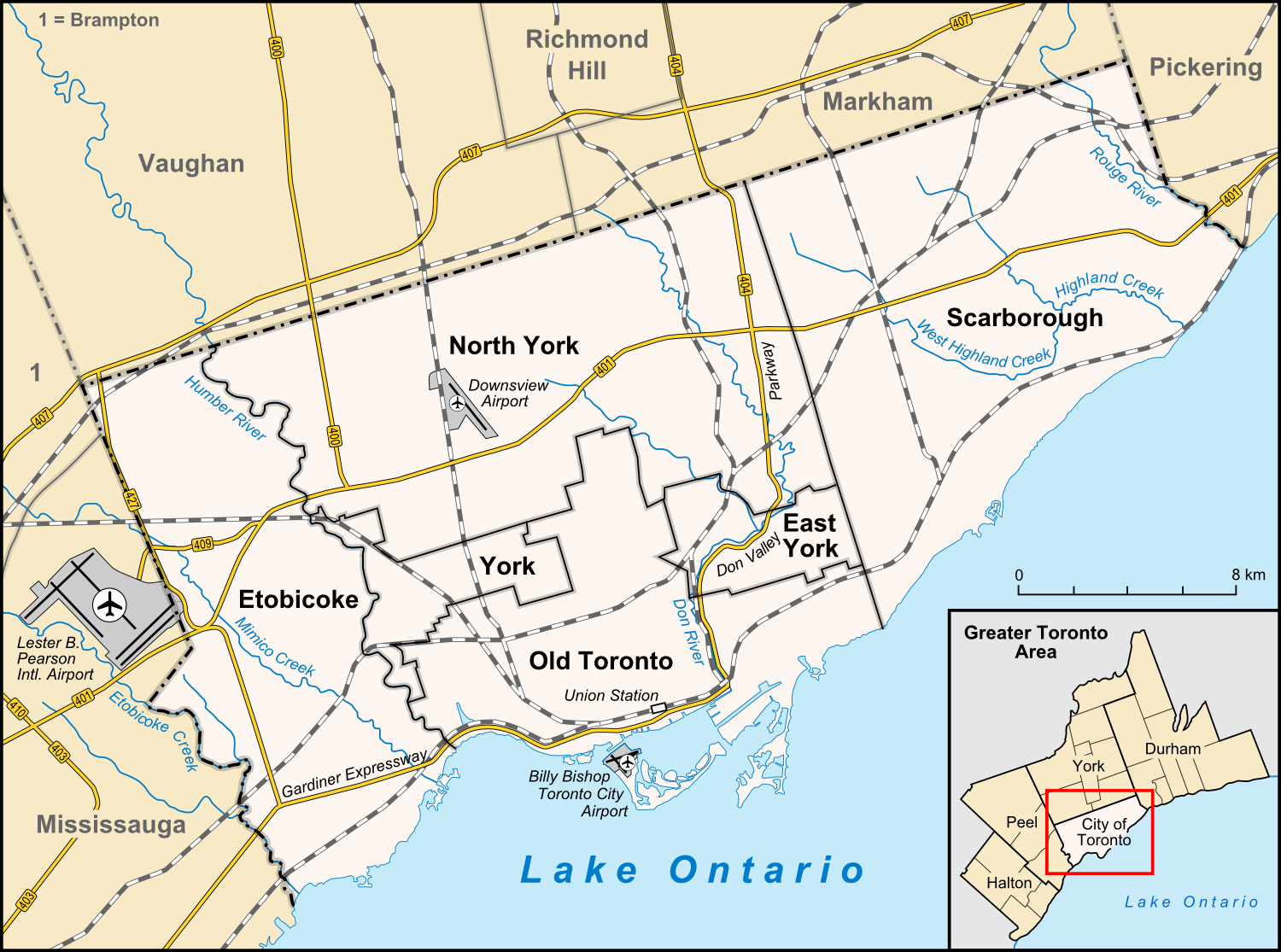
نقشه تورنتو با مرزهای مناطق سابق نشان داده شده‌است

ادغام تورنتو (انگلیسی: Amalgamation of Toronto) ایجاد مرزهای سیاسی فعلی تورنتو، انتاریو، کانادا پس از الحاق، ضمیمه کردن به خاک و ادغام با شهرداری‌های اطراف از قرن ۱۸ بود. آخرین وقوع ادغام در سال ۱۹۹۸ بود که منجر به مرزهای فعلی تورنتو شد.